# Karl Alexanderson
Karl Anders Alexanderson, född 28 november 1930 i Kristinehamn, död 25 augusti 2022, var en svensk arkitekt. 
Alexanderson, som var son till lokförare Emil Alexanderson och Hilda Asplund, avlade studentexamen 1949 och utexaminerades från Kungliga Tekniska högskolan 1953. Han var arkitekt vid Boijsen & Efvergren Arkitektkontor AB från 1953 och bedrev egen arkitektverksamhet. Alexanderson är gravsatt på Solna kyrkogård.